# Dorfkirche Zitz

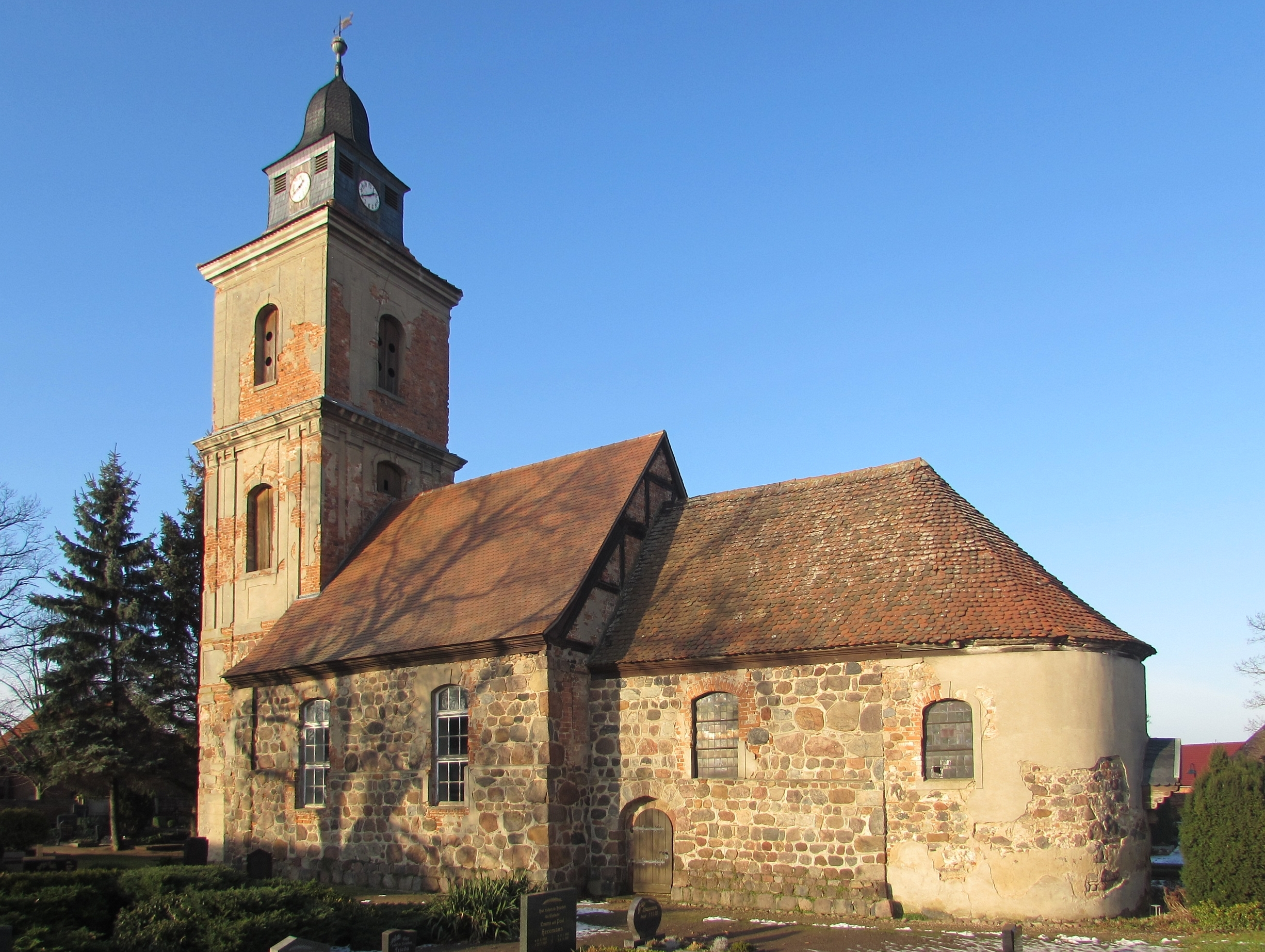
Die Dorfkirche in Zitz

Die Dorfkirche Zitz ist die Kirche im Dorf Zitz in der Gemeinde Rosenau im Westen des Landes Brandenburg. Sie ist als Baudenkmal ausgewiesen. Die Kirche gehört zum Pfarramt Wusterwitz des Evangelischen Kirchenkreises Elbe-Fläming der Evangelischen Kirche in Mitteldeutschland.

## Geschichte
Die Kirche des Dorfes Zitz ist im Ursprung eine romanische Feldsteinkirche aus dem 12. beziehungsweise 13. Jahrhundert. Im Dreißigjährigen Krieg wurde Zitz geplündert und großteils zerstört. Der Krieg traf das Dorf, als im Sommer 1631 die Schweden unter ihrem König Gustav II. Adolf durch das Gebiet des Elbe-Havel-Winkels zogen. Kurze Zeit vor dem Ende des Krieges, im August 1648, zog ein schwedisches Heer mit etwa 8000 Soldaten ein zweites Mal durch diese Gegend. Während des Dreißigjährigen Krieges wurde die Zitzer Dorfkirche bis auf die Grundmauern abgebrannt. Die Kirche wurde erst um 1730 in achtjähriger Bauzeit durch die Zitzer Dorfgemeinschaft wieder aufgebaut. Dorfbewohner, die sich am Wiederaufbau nicht beteiligten, hatten eine Strafe von sechs Groschen zu zahlen. Bei den Arbeiten wurde ein neuer barocker Kirchturm errichtet. Er hatte eine Höhe von 42 Fuß (Einheit) und war mit Latten gedeckt. Im Jahr 1783 wurde der Westturm um eine dritte Etage und eine Haube ergänzt. Seither beträgt die Gesamthöhe 28,4 Meter. Die Turmhaube deckte man im Jahr 1812 mit Schieferplatten.
1844 wurde in der Dorfkirche eine erste Orgel aufgestellt. Vierundzwanzig Jahre später erweiterte man diese um zwei Register. 1906 wurde die Zitzer Kirche renoviert. Es wurden Aufbauarbeiten am Kirchturm und am Mauerwerk durchgeführt. Die Mauer des Kirchhofs wurde erneuert und eine Kanzel, ein Altar und ein Taufstein neu angeschafft. Weiterhin wurde neue Fenster eingesetzt, ein Kronleuchter installiert und eine neue Orgel eingebaut.
Im Ersten Weltkrieg wurden zwei Bronzeglocken eingeschmolzen. Eine Glocke aus dem 14. Jahrhundert blieb im Stuhl. Nach dem Krieg wurde ersatzweise eine große Stahlglocke mit einem Durchmesser von 1,67 Meter besorgt. Beim Installieren im Glockenstuhl mussten Umbauten vorgenommen werden. Im Zweiten Weltkrieg wurde die 1914 verschonte Glocke abgegeben, jedoch nicht eingeschmolzen. Sie wurde am 20. August 1948 zurückgeschafft. Zur Tausendjahrfeier 1973 wurde die Kirche wiederum umfangreich renoviert und am 10. Dezember 1984 in die Denkmalliste aufgenommen. Im Jahr 1997 wurde das Dach nach einem Sturmschaden erneuert.

## Bauwerk

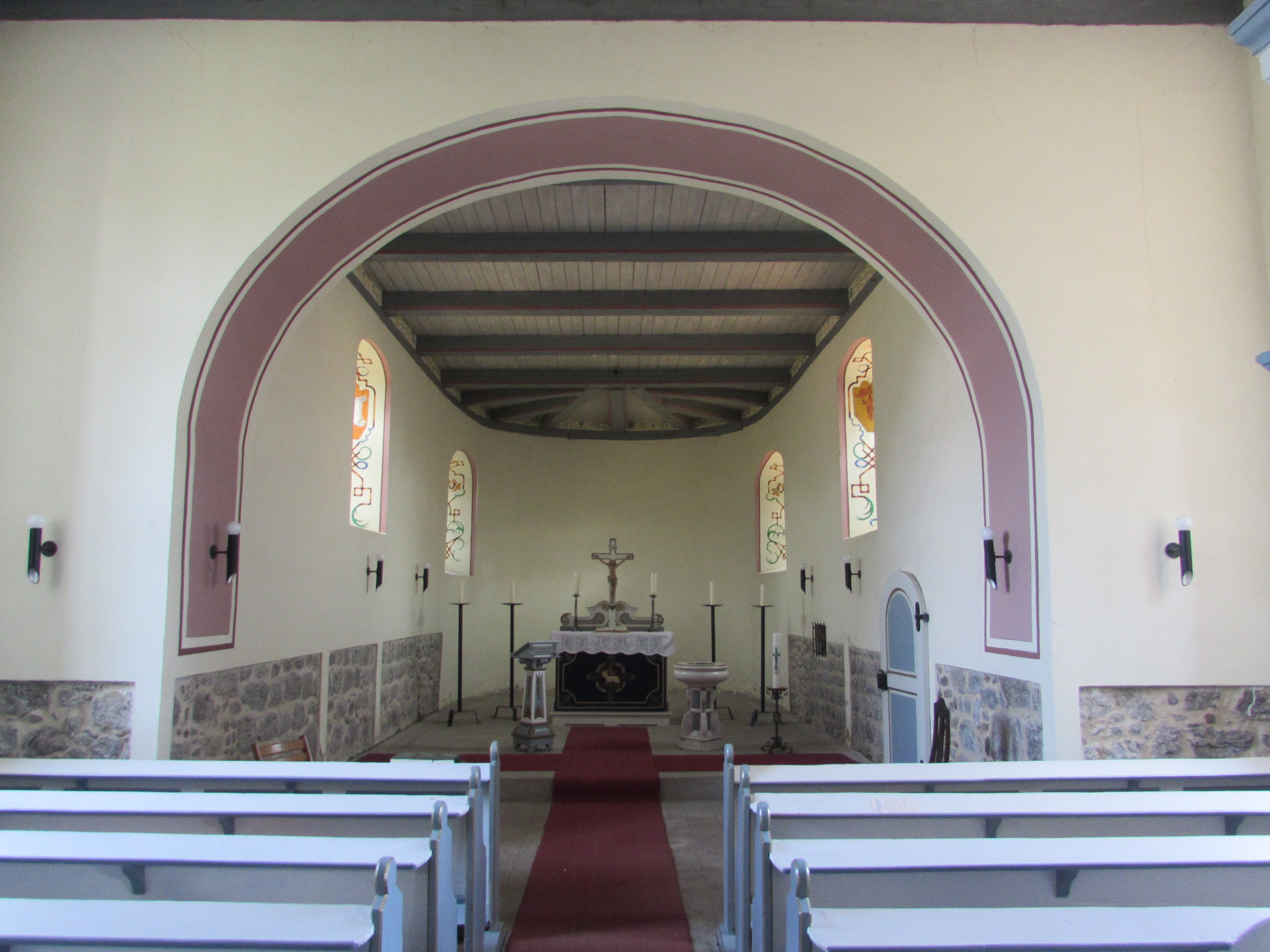
Blick im Inneren nach Osten in den Chor

Die Dorfkirche ist aus Feldsteinen gemauert. Im Bereich des Kirchenschiffs und des Chores sind diese unverputzt. Nach Süden befindet sich im Schiff ein kleines rundbogiges Portal. Die Fenster von Schiff und Chor sind segmentbogig gestaltet. Sie sind mit Ziegelsteinen ummauert. Der Chorraum ist etwas schmaler und in der Höhe niedriger als das Schiff. Der dadurch sichtbare Giebel des Schiffs weist ein Fachwerk auf. An den Chor schließt sich eine lange Apsis an. Die Fenster der Apsis sind korbbogig gestaltet. Das Mauerwerk ist in diesem Bereich verputzt, auch wenn dieser an vielen Stellen bereits abgebröckelt ist. Das Dach über Schiff, Chor und Apsis ist mit roten Biberschwänzen eingedeckt.
Der barocke Kirchturm ist im unteren Teil aus Feldsteinen, im mittleren und oberen Bereich aus Klinkern gemauert. Er ist verputzt. Dieser Putz ist jedoch ebenfalls in starkem Maße beschädigt. Der Turm ist dreistöckig. Die Stockwerke sind durch Gesimse getrennt. Weitere Schmuckelemente sind Ecklisenen. Im Turm befindet sich das Westportal. Weiterhin hat er Fenster in den Stockwerken und die Schallöffnungen nach Norden, Süden und Osten für das Geläut. Nach Westen ist statt einer Schallöffnung eine Blende eingearbeitet. Auf dem Turm befindet sich ein schiefergedeckter Reiter, der die Turmuhr trägt. Die Uhr zeigt in alle vier Himmelsrichtungen. Dem Reiter wurde eine einfach geschweifte, achtseitige Haube aufgesetzt. Die Spitze ist mit einer Turmkugel und einer Wetterfahne besetzt. Die Wetterfahne zeigt die Jahreszahl 1783.

## Innenausstattung
Auf einer u-förmigen Hufeisenempore steht eine defekte Orgel der Werkstatt Erdmann & Märtens in Neuhaldensleben mit zehn Registern auf zwei Manualen und Pedal.